# Hohe Acht
Die Hohe Acht bei Adenau ist mit 746 m ü. NHN der höchste Berg der Eifel und markiert die Grenze der Landkreise Ahrweiler und Mayen-Koblenz in Rheinland-Pfalz. Auf dem bewaldeten Berg, der Wander- und Wintersportgebiet ist, steht der Kaiser-Wilhelm-Turm.

## Geographie

### Lage
Die Hohe Acht liegt in der Hocheifel. Ihr Gipfel erhebt sich 5,5 km östlich der Kernstadt von Adenau und 3,3 km (jeweils Luftlinie) nördlich des Kernorts der Gemeinde Herresbach, wobei die Grenze von beiden über den Gipfel verläuft. Benachbart sind im Ostnordosten Jammelshofen und im Ostsüdosten Siebenbach.

### Naturräumliche Zuordnung
Die Hohe Acht gehört in der naturräumlichen Haupteinheitengruppe Osteifel (Nr. 27), in der Haupteinheit  Östliche Hocheifel (271) und in der Untereinheit Hohe-Acht/Nitz-Nette-Bergland (271.2) zum Naturraum Hohe-Acht-Bergland (271.20).

## Geologie
Das Basaltgestein der Hohen Acht wurde als Basanit (früher oft Alkalibasalt genannt) bestimmt. Die Datierung seines Alters ergibt, je nach Methodik, Werte von 36,3 bis 37,3 Millionen Jahren. Die Hohe Acht gehört zum tertiären Hocheifel-Vulkanfeld, das mit den quartären Vulkanfeldern der West- und Osteifel teilweise räumlich überlappt, aber wesentlich älter und vermutlich unabhängig von diesen entstanden ist. Der Bereich um Kelberg, und damit auch die Hohe Acht, wurde seit dem Ende des Vulkanismus als „Kelberger Hoch“ stark angehoben, wobei Hebungen um 100 bis 200 Meter, und damit Erosionsvorgänge in gleicher Größenordnung, wahrscheinlich erscheinen. Als Grund wird eine Temperaturanomalie im Untergrund, eine ehemalige Magmenkammer, vermutet. Im Bereich der Hebung sind die ehemaligen Vulkanbauten erodiert, oft bis auf das Niveau der ehemaligen Schlote (Diatreme) oder darin sekundär eingedrungener Intrusionen. Das harte Basaltgestein wurde dabei als Härtling freigelegt. Die Hohe Acht ist damit eine sogenannte „Vulkanruine“, bei der der eigentliche Vulkan (möglicherweise ein Schlackenkegel) restlos abgetragen wurde und nur dessen Schlotbereich erhalten ist. Unterhalb des Gipfels fallen Blockschutthalden und aufragende Basaltgruppen auf. 

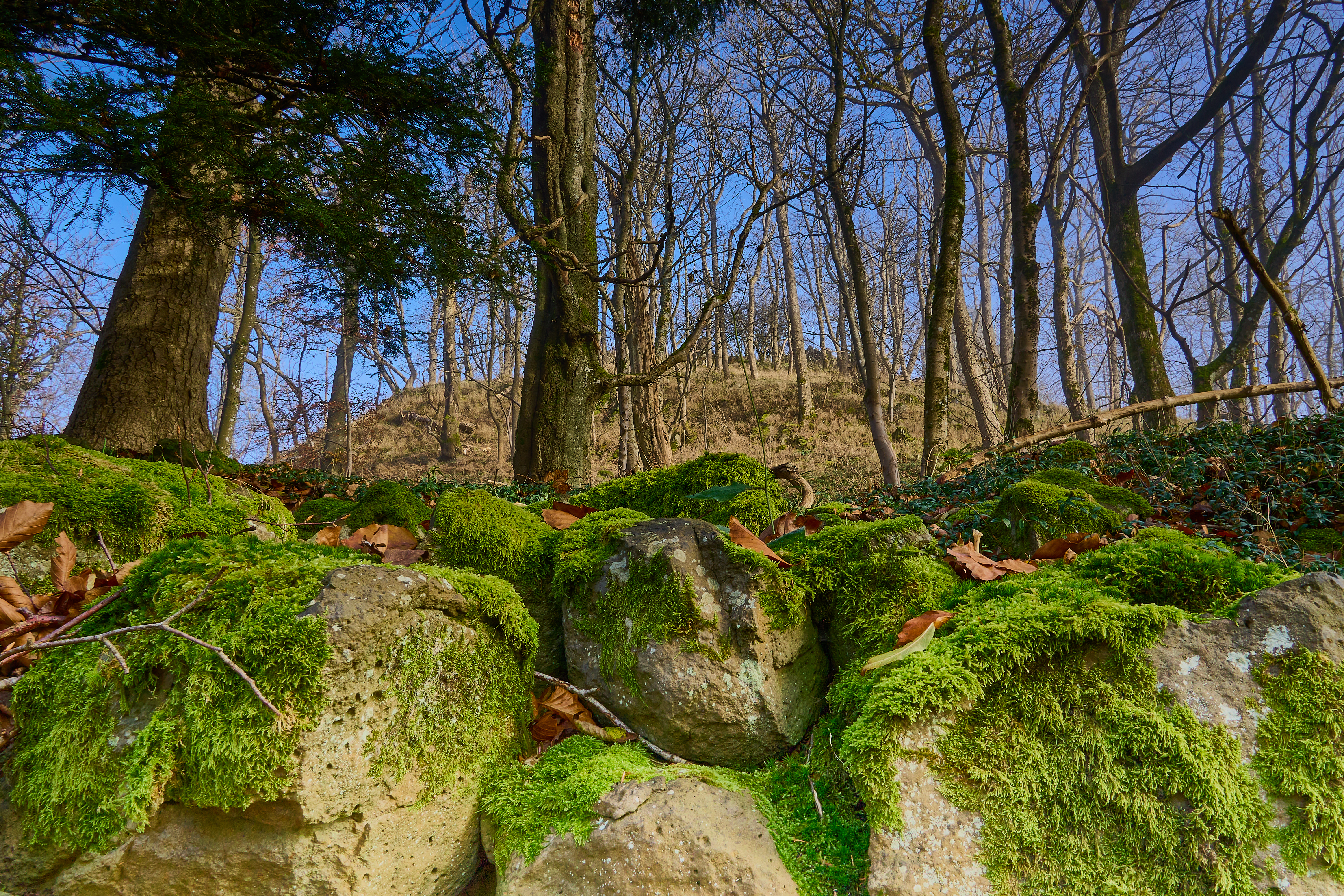
Hohe Acht, Blockschutt am Gipfelhang

## Schutzgebiete

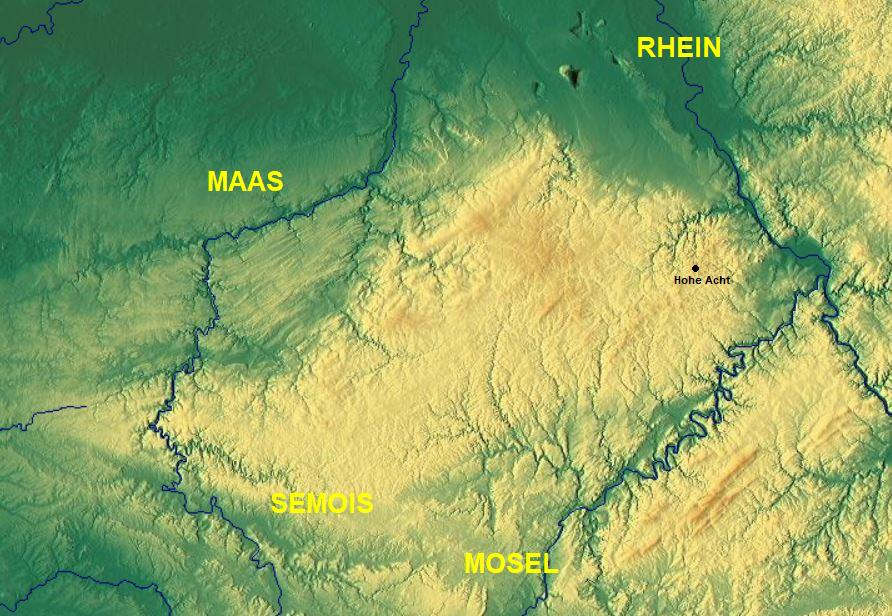
Lage der Hohen Acht als höchste Erhebung im linksrheinischen Teil des Rheinischen Schiefergebirges nördlich der Mosel

Auf der Hohen Acht liegt das Naturschutzgebiet Hohe Acht (CDDA-Nr. 81906; 1970 ausgewiesen; 1,67 km² groß). Zudem liegen dort Teile des Landschaftsschutzgebiets Rhein-Ahr-Eifel (CDDA-Nr. 323834; 1980; 925,86 km²) und des Vogelschutzgebiets Ahrgebirge (VSG-Nr. 5507-401; 304,23 ha).
Siehe auch: Liste der Naturschutzgebiete im Landkreis Ahrweiler

## Kaiser-Wilhelm-Turm

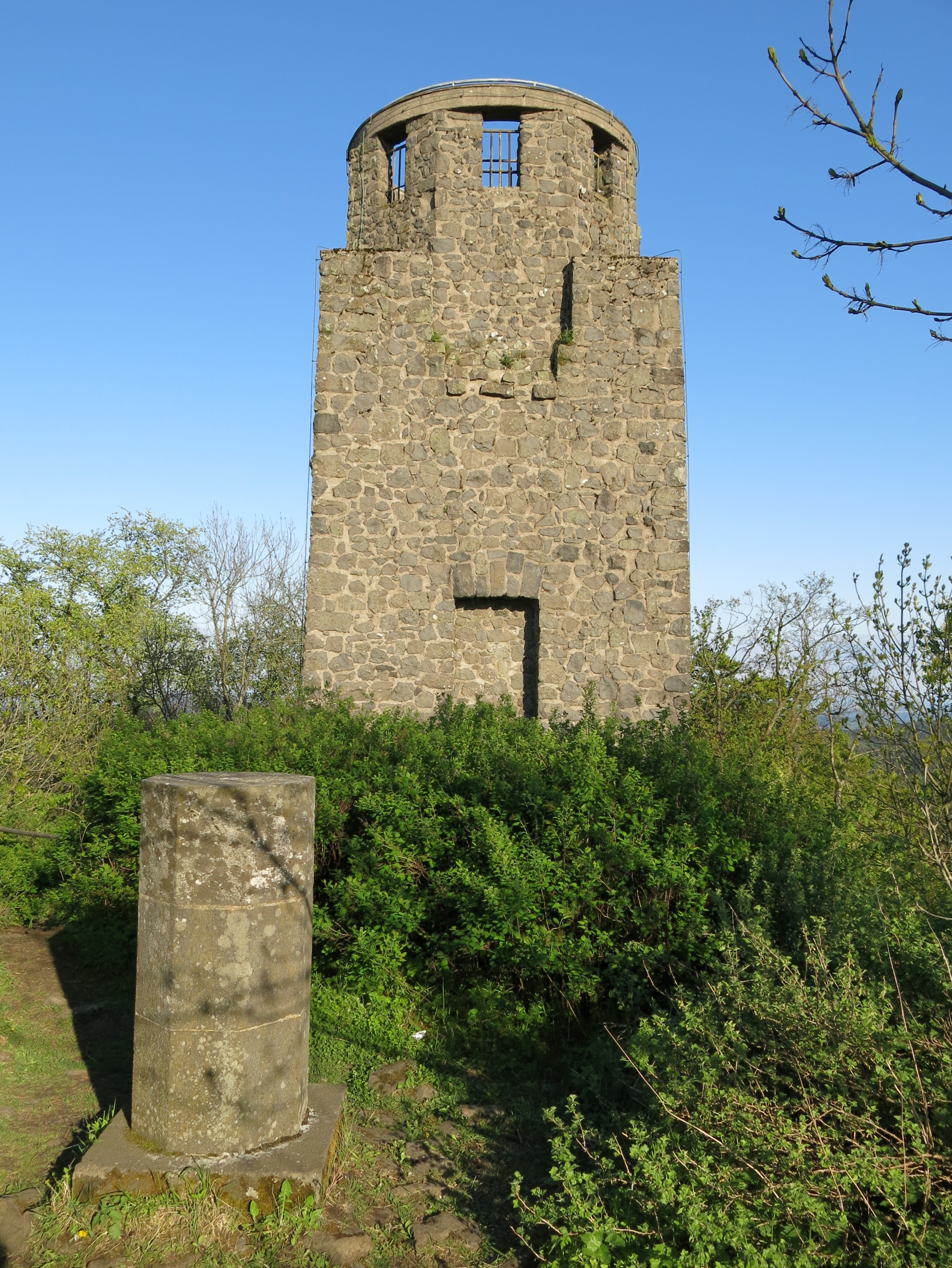
Kaiser-Wilhelm-Turm; davor der Gipfelstein der Hohen Acht

Auf der Hohen Acht wurde 1908/09 der Kaiser-Wilhelm-Turm errichtet. Der Aussichtsturm steht etwa 12 m ostsüdöstlich (⊙) des Gipfelsteins in der Gemarkung Adenau. Er ist 16,3 m hoch und hat im Erdgeschoss einen Meter Wandstärke.
Anlass zur Errichtung des Steinturms nach Plänen des Berliner Architekten Wilhelm Freiherr von Tettau war die Silberne Hochzeit von Kaiser Wilhelm II. und Kaiserin Auguste Viktoria sowie das Gedenken an Kaiser Wilhelm I. Ausgeführt wurde der Bau von den Maurermeistern Karl und Johannes Leidinger aus Adenau unter Verwendung einheimischen Bruchsteins. Die Baukosten betrugen 18.000 Mark.
Nach dem Zweiten Weltkrieg war der Turm zunächst durch die Franzosen, dann bis 1959 wegen der Nutzung durch eine US-amerikanische Radareinheit gesperrt. Das Organ des Eifelvereins meldete 1961: „Der Kaiser-Wilhelm-Turm auf der Hohen Acht ist nach zweimonatigen Renovierungsarbeiten jetzt wieder für die Wanderer freigegeben. … Über neue Treppenstufen führt der Aufstieg zum Turm. Innen wurden die alten Steintreppen herausgerissen und durch Betonstufen ersetzt. Das Eisengeländer ließ sich zum Teil noch verwenden. Die Krone des Turmes wurde erneuert. …“ Seit 1987 steht der Turm unter Denkmalschutz. Mitte der 1980er Jahre waren weitere Sanierungsarbeiten notwendig; mehr als 100.000 D-Mark musste der Kreis Ahrweiler dafür aufwenden. Anfang 2015 wurde der Turm für 30.000 Euro erneut saniert und am 18. April 2015 wieder eröffnet.

Von der Aussichtsplattform des Turms bieten sich Blicke in die Eifel (mit Scharteberg, Döhmberg, Michelsberg, Hochthürmerberg, Schöneberg, Nürburg, Hochkelberg, Gänsehals, Hochstein, Hochsimmer), zum Siebengebirge (mit Großem Ölberg) und bei guten Sichtbedingungen bis zum Westerwald, Taunus und Hunsrück sowie zur Region Niederrhein.

## Skisprungschanze
Auf dem Nordosthang wurde 1934 vom Turn- und Wintersport-Verein Adenau eine Skisprungschanze errichtet und nach drei schneearmen Wintern am 9. Januar 1938 eingeweiht.  Ihr K-Punkt lag bei 25 m. Silvester- und Neujahrsspringen wurden Tradition. Den Schanzenrekord sprang am 13. März 1955 der Bad Godesberger Karlheinz Buchholz mit 22,5 m. Teilnehmer kamen aus Bad Neuenahr, Ahrweiler, Remagen, Niederbreisig, Brohl, Insul, Wershofen und Müllenbach. Die Schanze wurde 1980 aufgegeben. In manchen Wander- und topographischen Karten war sie noch über Jahre vermerkt.

## Verkehr und Wandern
Vorbei an der Hohen Acht führt im Südosten die Bundesstraße 412, von der im Osten nahe Siebenbach die überwiegend westwärts nach Adenau verlaufende Landesstraße 10 abzweigt.
Ab Parkplätzen kann der Berg erwandert werden, u. a. auf der Eifelleiter (52,8 km; Bad Breisig–Adenau). Im Winter bestehen an der Hohen Acht oft gute Wintersportmöglichkeiten. Gespurte Loipen, Rodelstrecken und Skilifte sind vorhanden. An zahlreichen Stellen ist ein weiter Blick über die Eifellandschaft möglich.
Etwa 1,5 km südwestlich des Gipfels der Hohen Acht liegt auf der Südwestflanke des Berges als Teil der Nordschleife des Nürburgrings der Rennstreckenabschnitt Hohe Acht, welcher die auf einem 676,5 m hohen Vulkankegel stehende Ruine Nürburg weiträumig umrundet.